# Inteligencia del cliente
Inteligencia del cliente (Customer intelligence CI en inglés) es el proceso de reunir y analizar información relativa a los clientes; sus detalles y sus actividades, con el fin de construir relación con el cliente más profunda y efectiva, así como mejorar la toma de decisiones estratégicas.

## CI y CRM
La inteligencia del cliente es un componente clave de la Gestión de Relación con el Cliente (Customer Relationship Management CRM en inglés), que, aplicado de manera efectiva, es una importante fuente de información acerca del comportamiento y experiencia de los clientes de una empresa.
Si un cliente entra a una tienda sin realizar alguna compra la información acerca de ellos puede no formar parte de un sistema CRM tradicional, al no existir venta ni registro en caja. Sin embargo, conocer las razones del cliente para abandonar la tienda (solicitándolas al individuo, a algún empleado o mediante encuestas) y realizar inferencias sobre su comportamiento, es un ejemplo de inteligencia del cliente. 

## Proceso
La inteligencia del cliente comienza con datos de referencia, es decir aspectos básicos sobre el cliente, como su ubicación geográfica.
Posteriormente, esta información se complementa con datos de más específicos relacionados con logística, trabajo y finanzas, es decir informes de la actividad del cliente. Usualmente puede ser información comercial (historial de adquisiciones, procesamiento de pedidos y ventas), interacciones por teléfono y por correo electrónico.
La inteligencia del cliente permite añadir dimensiones más subjetivas mediante encuestas de satisfacción del cliente. 
Por último, la empresa puede utilizar técnicas como clientes misteriosos (mystery shopping) para obtener una visión más clara de la opinión de su servicio en el mercado.
A través de la extracción de dichos datos, y colocándolos en contexto con conocimiento sobre los competidores, las condiciones de la industria y las tendencias generales, se puede obtener información sobre las necesidades actuales y futuras de los clientes, la forma en que toman decisiones y predicciones acerca de su comportamiento.

## Ejemplo de fuentes de datos para CI
- Análisis telefónico (Speech analytics). Consiste en monitorear las conversaciones telefónicas entre la empresa y el cliente, utilizando análisis fonético y/o reconocimiento de voz encontrando palabras clave y frases que permitan clasificar las llamadas e identificar tendencias.[5]
- Rastreo de clics. Permite monitorear la popularidad de los sitios web corporativos, proporcionado pistas sobre el interés en el producto y la intención de compra. La empresa puede inferir que un cliente está interesado en la compra de un servicio en particular si pasa tiempo buscando páginas específicas.[6]
- Gestión de relación con el cliente. Soluciones de software utilizados para conocer la fuerza de ventas y las relaciones con clientes, permitiendo almacenar datos sobre la cantidad, tipo y categoría de los clientes, así como crear contactos prospectos.
- Captura de datos de primera línea. Pueden (o no) formar parte de un CRM, sin embargo son utilizados para registrar datos más subjetivos respecto al contacto con los clientes, tales como el por qué del cliente contestando el teléfono o su estado emocional.
- La satisfacción del cliente y encuestas. Las investigaciones de mercado, a menudo estudiadas a través de análisis de texto, se pueden aplicar para contactar centros de notas, correo electrónico, y otras fuentes textuales.

## Beneficios
La inteligencia del cliente proporciona una comprensión detallada sobre la experiencia de los clientes en interacción con una empresa, permitiendo hacer predicciones sobre las razones detrás de determinadas conductas.
Este conocimiento puede ser aplicado para apoyar la toma eficaz y estratégica de decisiones; por ejemplo, entender por qué los clientes llaman hace más sencillo predecir (y crear un plan para reducir) el volumen de llamadas en un centro de contacto.